# تیغه‌پشتان
اسپینوسارید (نام علمی: Spinosauridae) آخرین گروه از دایناسورهای مگالوساروید بودند که بین ۱۵۲ تا ۸۵ میلیون سال پیش می زیستند از اعضای این خانواده می توان به اسپینوسور ، تمساح وش ، باریونیکس و ایریتاتور اشاره نمود.

## رابطه با سایر حیوانات
این خانواده از دایناسور ابتدا در اروپا پدید آمدند و سپس در آسیا ، آفریقا و آمریکای جنوبی پراکنده شدند اسپینوساروید ها دایناسورهای گوشت خوار و بزرگ جثه ای بودند اما نکته قابل توجه همزیستی این حیوانات با دایناسورهای گوشت خوار بزرگ دیگر مانند کارکارودونتوسوریدها و آبلی سوریدها بوده است علت این همزیستی رژیم غذایی متفاوت آنان با سایر دایناسورهای بزرگ گوشتخوار بوده است اسپینوسورها اغلب از ماهی ها و جانوران آبزی تغذیه می کردند با توجه به این موضوع آن ها می توانستند به راحتی و بدون رقابت با سایر دایناسورهای گوشت خوار بزرگ با آنان در یک محیط زندگی کنند.